# 平啓祥
平啓祥（琉球語：／  ?；1591年—1676年）和名當間親雲上重陳（琉球語：／ ），琉球國第二尚氏王朝時期的士族。
平啓祥原名伊地知太郎右衛門，為薩摩武士伊地知大膳正重的第三子，出生在日本大隅的國分郡。1610年，奉薩摩藩藩主島津忠恒的命令移居琉球，並擔任大和橫目一職。1634年，他改穿琉球服裝，歸化琉球籍，被琉球王府授予當間地頭職，改名當間重陳，取平啓祥作為唐名，是為平氏當間家的元祖。
在薩摩入侵琉球之後，琉球日益貧困，常常向薩摩藩借貸。1645年，平啓祥與薛禮興（古波倉筑登之親雲上賀親）商議，命令全國百姓栽植欝金、燒熬黑糖賣到薩摩藩，使琉球逐漸走出財政困境。
1655年，平啓祥奉命出使薩摩藩。薩摩藩藩主島津光久將薩摩無用的加治木錢贈送給了琉球。1656年，平啓祥奉尚質王之命，在越來間切池原邑並奥山開設鑄錢爐，將加治木錢改造為鳩目錢（俗稱當間錢），作為琉球的貨幣。
沖繩縣第一任那霸市長當間重慎，以及琉球政府行政主席當間重剛，都是平啓祥的後裔。